# Pleromonas erosa
Pleromonas erosa is een soort in de taxonomische indeling van de Myzozoa, een stam van microscopische parasitaire dieren. Het organisme komt uit het geslacht Pleromonas en behoort tot de familie Haplodiniaceae. Pleromonas erosa werd in 1914 ontdekt door Pascher.